# Pečky
Pečky (deutsch Petschek, älter auch Petschkau bzw. Petzek) ist eine Stadt in Tschechien. Sie liegt 14 Kilometer nordwestlich von Kolín und gehört zum Okres Kolín.

## Geographie
Pečky befindet sich linksseitig der Výrovka auf der Böhmischen Tafel. Durch Pečky führt die Eisenbahnhauptstrecke von Prag nach Česká Třebová. Nördlich der Stadt verläuft die Trasse der Autobahn D 11, deren nächste Abfahrt in Vrbová Lhota liegt.

### Stadtgliederung
Die Stadt Pečky besteht aus den Ortsteilen Pečky (Petschek) und Velké Chvalovice (Groß Chwalowitz).

### Nachbargemeinden
Nachbarorte sind Kostelní Lhota im Norden, Vrbová Lhota im Nordosten, Ratenice im Osten, Cerhenice im Südosten, Dobřichov im Süden, Radim und Chotutice im Südwesten, Tatce im Westen sowie Velké Chvalovice im Nordwesten.

## Geschichte
Anhand von archäologischen Funden lässt eich eine Besiedlung der Gegend von Pečky seit der Jungsteinzeit nachweisen. Erstmals urkundlich erwähnt wurde das Dorf im Jahre 1225.
Bis ins 19. Jahrhundert hinein war Pečky ein landwirtschaftlich geprägter Ort. Mit der Inbetriebnahme der Eisenbahn von Deutschbrod nach Kolín durch die Österreichische Nordwestbahn begann 1870 die wirtschaftliche Entwicklung des Ortes. 1881 wurde die Eisenbahnnebenstrecke nach Sasmuk in Betrieb genommen. 1925 wurde Pečky zur Stadt erhoben und führt seit 1931 ein Wappen.

## Sehenswürdigkeiten
- katholische Kirche St. Wenzel, geweiht 1913
- evangelische Kirche Mgr. Jan Hus, errichtet 1915–1918
- Rathaus, 1901 fertiggestellt
- Wasserturm, errichtet in den 1930er Jahren

## Persönlichkeiten

### Söhne und Töchter der Gemeinde
- Moses Petschek (1822–1888), Unternehmer
- Karl Pick (1867–1938), Gewerkschafter und Politiker (SPÖ)
- Tomáš Kuchař (* 1976), Fußballspieler